# Mittel-Schreibendorf

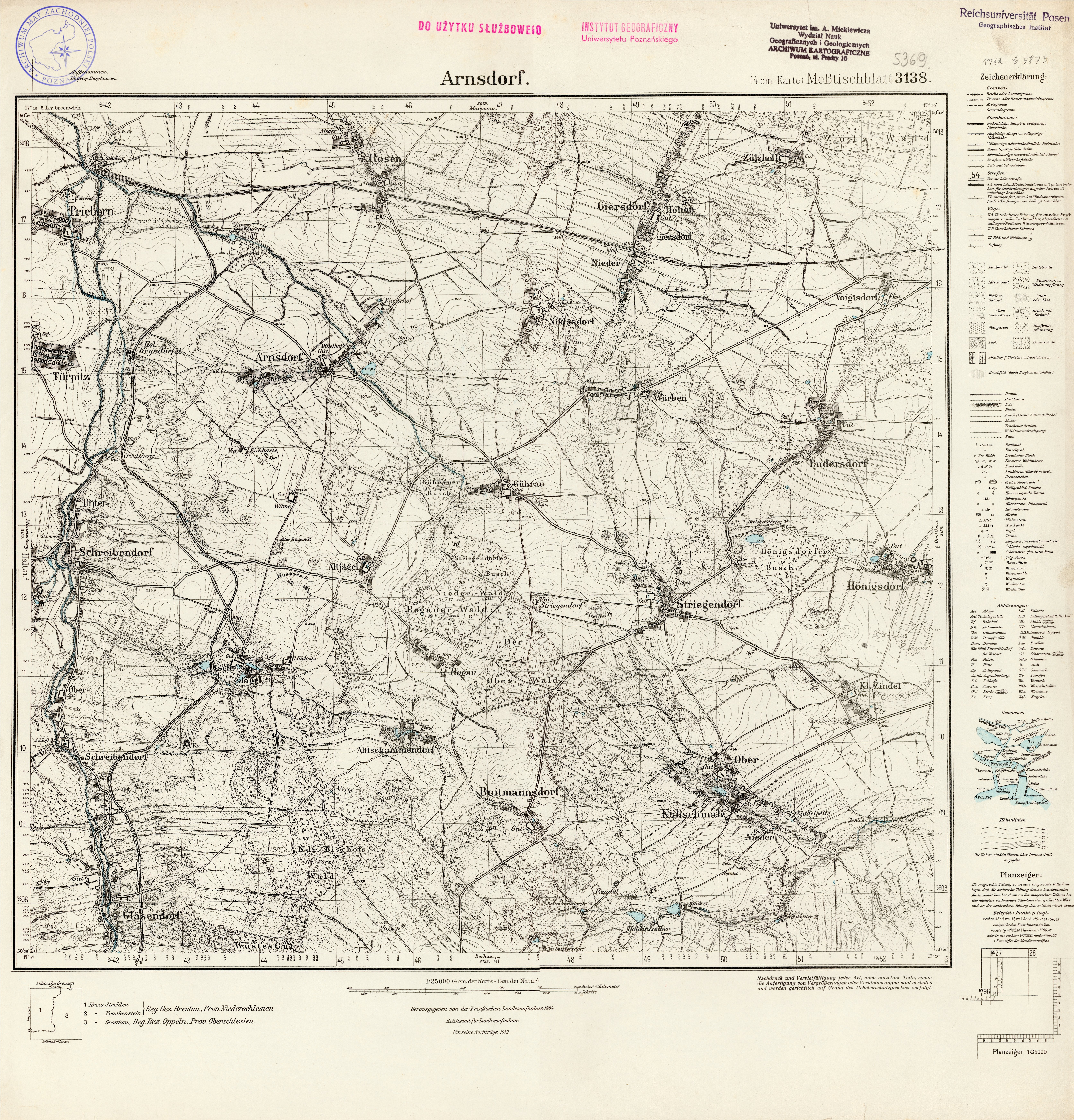
Karta över Slottet Mittel-Schreibendorf

Mittel-Schreibendorf är ett slott strax söder om staden Wrocław i Nedre Schlesien, Polen. Fram till 1945 tillhörde Schlesien Tyskland som egen delstat med Breslau (Wrocław) som huvudstad.
Slottet och byarna däromkring tillhörde sedan 1730 godset som ägdes av släkten von Gaffron und Oberstradam.